# Hydrovatus grabowskyi
Hydrovatus grabowskyi är en skalbaggsart som beskrevs av Régimbart 1899. Hydrovatus grabowskyi ingår i släktet Hydrovatus och familjen dykare. Inga underarter finns listade i Catalogue of Life.